# Chicago Daily News
Die Chicago Daily News war eine täglich erschienene Nachmittagszeitung, die zwischen 1876 und 1978 in Chicago veröffentlicht wurde.

## Geschichte

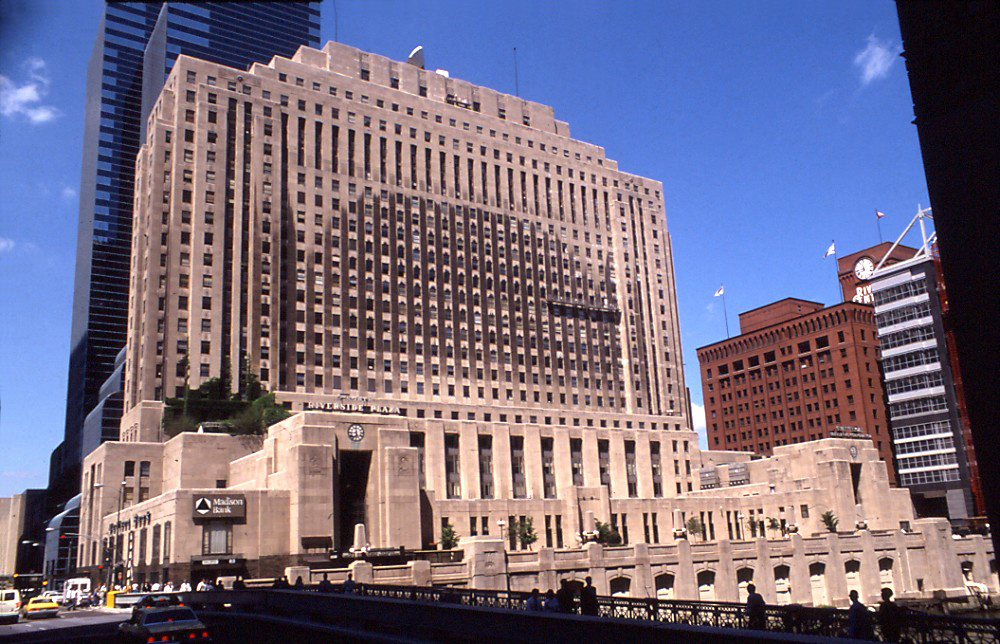
Daily News Building

Die Daily News wurde 1875 von Melville E. Stone, der später der Manager der neu organisierten Associated Press wurde, Percy Meggy und William Dougherty gegründet und wurde ab dem folgenden Jahr veröffentlicht. Im Gegensatz zu ihrer Hauptkonkurrentin, der Chicago Tribune, die eher an die Elite der Stadt gerichtet war, strebte die Daily News danach, ein Massenblatt zu sein. Viele Jahre lang kostete die Zeitung nur 1¢. Der zukünftige Korrespondent Ulysses S. Grants, Byron Andrews, der gerade ein Studium am Hobart College abgeschlossen hatte, war einer der ersten Berichterstatter. 1876 kaufte Victor Lawson, der spätere Vorstandsvorsitzende der Associated Press, die Chicago Daily News und wurde ihr Geschäftsführer. Stone blieb als Redakteur bei der Zeitung und kaufte später einen Anteil wieder. 1888 kaufte Lawson sich die kompletten Anteile zurück.

### Unabhängige Zeitung

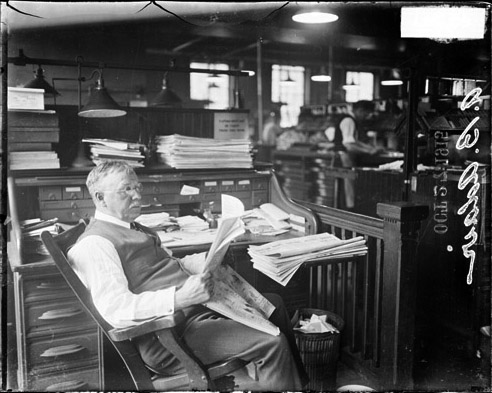
A. B. Blair von der Chicago Daily News, Oktober 1915

Während Lawsons Zeit wurde die Chicago Daily News in bestimmten Bereichen der Berichterstattung zur Pionierin. 1898 eröffnete sie eines der ersten Auslandsbüros einer US-amerikanischen Zeitung und schrieb 1922 eine der ersten Kolumnen, die dem Radio gewidmet war. Lawson führte mehrere Innovationen in das Geschäft ein, wie verbesserte Zeitungswerbung, die Einführung von Anzeigen und Content-Syndication von Neuigkeiten, Serien und Comicstrips. Die Daily News wurde für ihren markanten, aggressiven Schreibstil bekannt, den der Redakteur Henry Justin Smith mit einem täglichen Roman verglich. In ihrer Glanzzeit in den 1930–1950ern wurde sie im großen Ausmaß syndiziert und rühmte sich als erstklassigen Auslandspressedienst.
1922 begann ihre Rivalin Chicago Tribune beim zu Westinghouse Electric gehörenden Sender „KYW-AM“ mit Radionachrichten zu experimentieren. Die Daily News begann eine Partnerschaft mit dem Warenhaus „The Fair Store“ und gründete den Sender „WGU-AM“, der später in „WMAQ-AM“ umbenannt wurde. Die Zeitung übernahm später alle Anteile an dem Radiosender und übernahm auch den rivalisierenden Sender „WQJ-AM“, bei dem die „Calumet Baking Powder Company“ und der „Rainbo Gardens ballroom“ Anteile hatten. Der Sender WMAQ war in der Radiobranche bei mehreren Ereignissen ein Pionier; unter anderem berichtete er 1925 als erster Radiosender über die komplette Saison der Chicago Cubs, die von Hal Totten moderiert wurde.
1930 erhielt der Radiosender eine Lizenz für den experimentellen Fernsehsender „W9XAP“, begann jedoch bereits damit, von da aus zu übertragen, bevor ihm die Lizenz gewährt wurde. Durch die Zusammenarbeit mit Läden von Sears, die ihn mit Empfängern ausstatteten, konnten die Leute in den Läden Bill Hay, den Ansager der Radio- und Fernsehsitcom „Amos 'n' Andy“ dabei sehen, wie er am 27. August 1930 im „Daily News Building“ eine Varietevorstellung präsentierte. Ulysses Armand Sanabria war der Fernsehpionier dahinter und hinter anderen frühen Fernsehexperimenten Chicagos. Als Reaktion darauf kaufte die Chicago Tribune die Sender „WDAP“ und „WJAZ“ und gründete „WGN-AM“. 1931 verkaufte die Daily News WMAQ an NBC.
1929 zog die Daily News in ein neues 26-stöckiges Gebäude bei der 400 West Madison Street. Es wurde von den Architekten Holabird & Root im Stil des Art déco entworfen und wurde zu einem Wahrzeichen Chicagos, das heute unter dem Namen „Riverside Plaza“ bekannt ist. Darauf befand sich auch ein Wandgemälde von W. Norton, bei dem der Zeitungsproduktionsprozess dargestellt wurde.

### Knight Newspapers und Field Enterprises

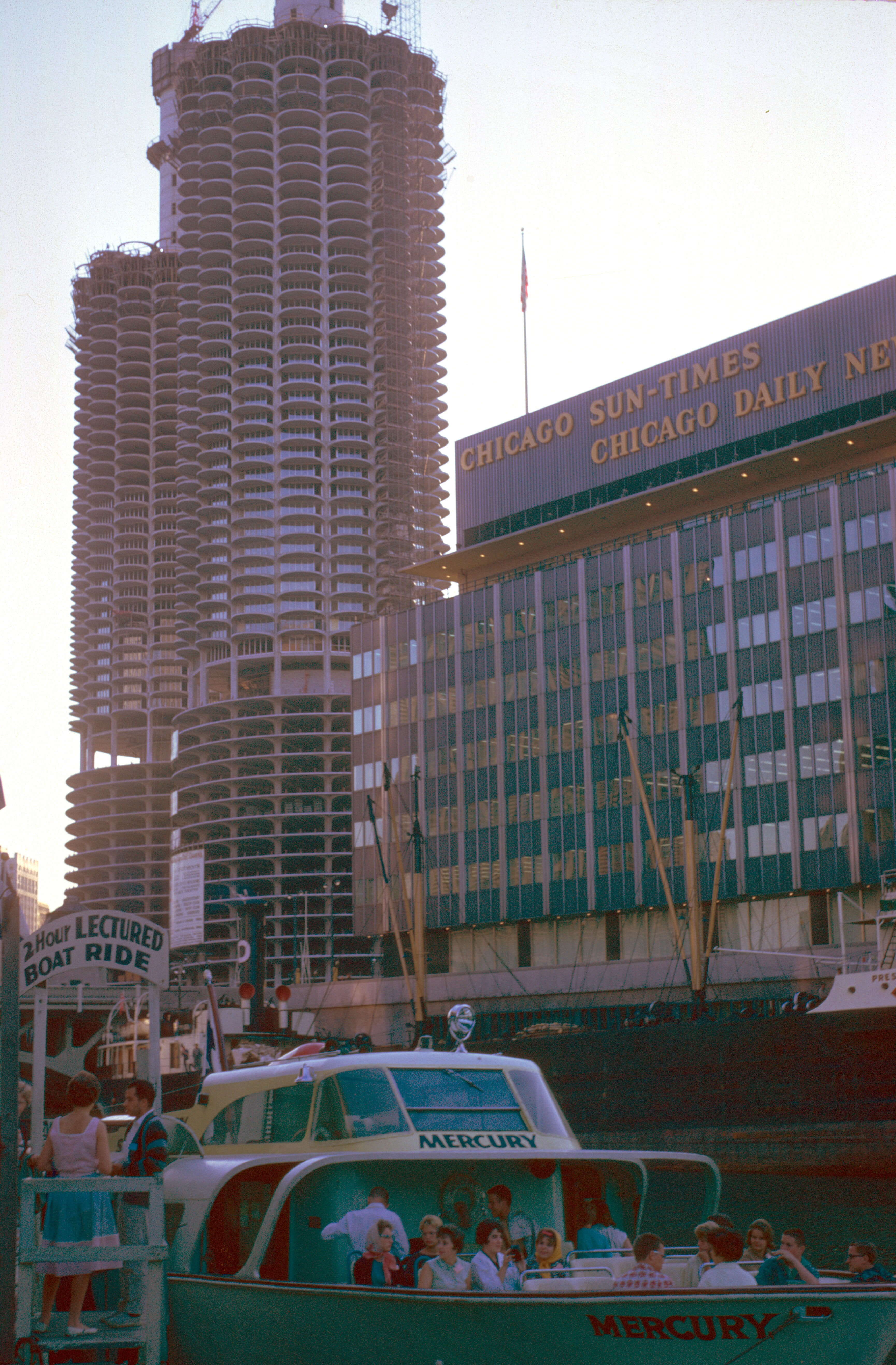
Hauptsitz der Sun Times und Daily News

Nachdem die Medienfirma „Knight Newspapers“ (später „Knight Ridder“) die Eigentümerin der Zeitung war, wurde sie 1959 von „Field Enterprises“ gekauft, die den ehemaligen Erben der Ladenkette „Marshall Field and Company“ gehörte. Field war bereits die Eigentümerin der Chicago Sun-Times und die Daily News zog zum Gebäude der Sun-Times an der North Wabash Avenue um. Ein paar Jahre später wurde Mike Royko der Hauptkolumnist der Zeitung und erlangte schnell örtliche und landesweite Prominenz. Die Jahre bei Field waren für die Zeitung jedoch größtenteils eine Zeit des Niedergangs, was teilweise auf Geschäftsbeschlüssen und auf demografischem Wandel beruhte. Der Umlauf von täglichen Nachmittagszeitungen ging aufgrund des Aufstiegs des Fernsehens generell zurück und die Zeitungen in den Innenstädten verloren ihre Kunden, weil diese in die Vororte umzogen.
1977 wurde die Daily News umgestaltet und fügte Eigenschaften für eine jüngere Zielgruppe hinzu, doch diese Änderungen konnten den fortlaufenden Rückgang der Umläufe nicht stoppen. Die letzte Ausgabe der Chicago Daily News wurde am Samstag, dem 4. März 1978 veröffentlicht. Später gab es einen Versuch von der in Rosemont, Illinois, ansässigen Firma „CDN Publishing Co., Inc.“, die Zeitung erneut zu veröffentlichen. Das Datum dafür wurde auf das Wochenende vom 4.–5. August 1979 angesetzt. Der Verleger der neuen Zeitung war der ehemalige Gouverneur Illinois Richard B. Ogilvie. Dieser letzte Versuch war nicht erfolgreich und die Zeitung stellte einige Monate später erneut ihr Erscheinen ein.

## Bekannte Mitarbeiter
Zu den bekannten Journalisten der Chicago Daily News zählten unter anderem: George Ade, Herbert Lawrence Block, Finley Peter Dunne, William J. Eaton, Eugene Field, Ben Hecht, Frank Knox, Carl Sandburg, Rob Warden und George Weller.

## Pulitzer-Preise
Die Chicago Daily News wurde 13 mal mit dem Pulitzer-Preis ausgezeichnet:
- 1925: Berichterstattung
- 1929: Korrespondenz
- 1933: Korrespondenz
- 1938: Karikatur
- 1943: Berichterstattung
- 1947: Karikatur
- 1950: Dienst an der Öffentlichkeit
- 1951: Auslandsberichterstattung
- 1957: Dienst an der Öffentlichkeit
- 1963: Dienst an der Öffentlichkeit
- 1969: Karikatur
- 1970: Berichterstattung im Inland
- 1972: Kommentar